# Pangajon

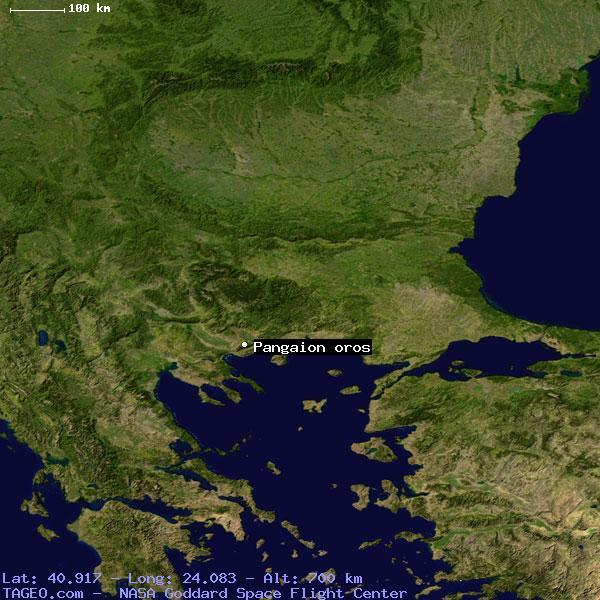
Położenie masywu Pangaion

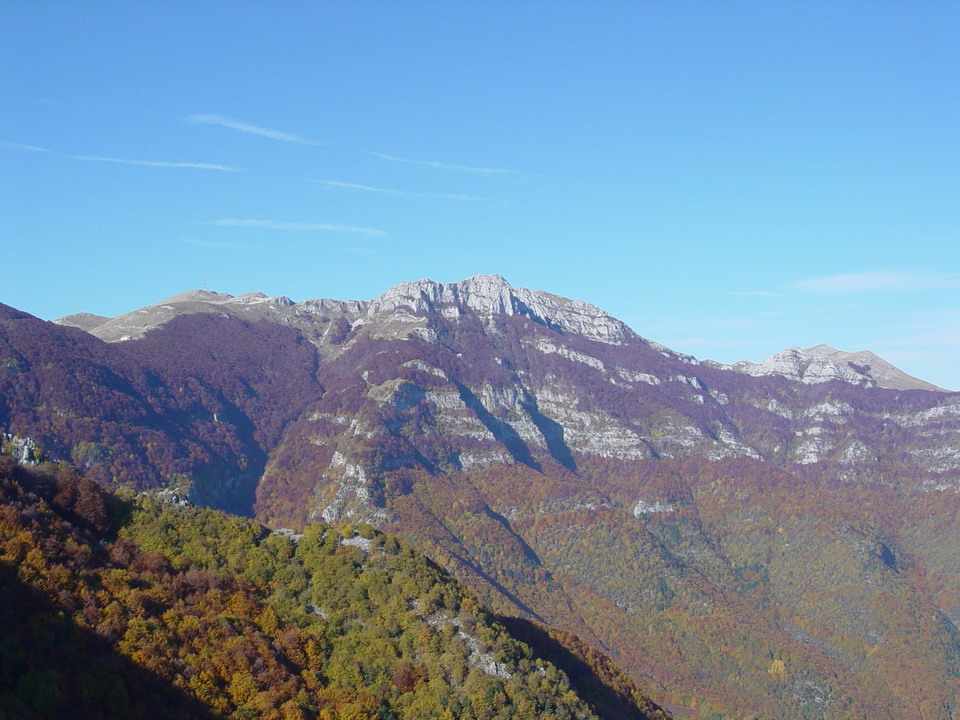
Pangajon

Pangajon (gr. Παγγαίον) – masyw górski, położony we wschodniej części obecnej greckiej prowincji Macedonia. Zdaniem archeologów góra o dalekosiężnym znaczeniu gospodarczym i sakralnym, od początków zaistnienia tu ludzkiego rodzaju. Na przestrzeni tysiącleci góra znana była pod wieloma imionami, a nazwę Pangajon przywrócono w nowożytnym państwie greckim.

## Wierzenia i mity związane z górą[2]
Pochodzenie nazwy:  masyw najpierw nosić miał nazwę Karmanion (Καρμάνιον),  zmienioną później na Pangajon, od imienia Pangajosa, syna zawsze okrutnego i niepohamowanego boga Aresa i śmiertelniczki Kritowuli. Pangajos, podobnej swemu ojcu natury, nie mogąc pohamować się, popełnił kazirodztwo ze swą córką. Następnie, targany wyrzutami sumienia, odebrał sobie życie na stokach tejże góry. 

Czczono zwłaszcza boga Dionizosa, do którego należeć miał Pangajon. Góra miała być też miejscem zamieszkania Boreadów Kalaisa i Zetesa. Od ukąszenia żmii zginąć tu miała piękna i dobra driada Eurydyka, a według jednego z mitów zginął tu także jej mąż Orfeusz, ukarany za wykonywanie na górze Dionizosa hymnu do innego boga, Heliosa. Miał tu znaleźć śmierć król Hedonów, Likurg, usiłujący  przeszkodzić Dionizosowi w wejściu, do jego własnego, boskiego kraju.

## Historia
Żyzne i bogate w wodę tereny wokół Pangejonu zawsze stanowiły teren intensywnej kolonizacji, rywalizacji i ostrych starć lokalnych plemion, miast-państw, następnie także mocarstw: najpierw Persji, Aten, Sparty i Macedonii, następnie Macedonii i Rzymu, od VI w. n.e. Bizancjum i Słowian. W XX wieku teren zaciętych walk sił zbrojnych Grecji i Turcji, następnie Grecji i Bułgarii, a w kilka lat później, już w trakcie I wojny światowej, wojsk greckich i brytyjskich z bułgarskimi. U stóp Pangajon leży ważny strategiczne węzeł drogowy i wczesnostarożytne warownie, następnie przekształcone w bogate miasto, port i ważną bazę morską okresu klasycznego, hellenistycznego, rzymskiego i bizantyjskiego - Amfipolis. W 451 n.e. na stokach Pangajonu, na wysokości 753 m n.p.m., założono pierwszy w Europie klasztor chrześcijański, pw. Matki Boskiej Eikosifoinissa, aktywny także dziś.

## Wyrocznia Pangajońska
Na szczycie istnieć miała wyrocznia Dionizosa, w przekonaniu mieszkańców północnej Grecji równa delfijskiej. W szczególności to tu król Macedonii Filip II, przed planowaną wyprawą na Persję, zasięgać miał rady i otrzymać miał boskie błogosławieństwo.

## Surowce naturalne
W przeszłości istniały tu ważne kopalnie głównie złota i srebra. Ateńczycy, następnie Spartanie, następnie Filip II, finansowali nim swe ekspansje terytorialne. Mennica pobliskiego Amfipolis znana też poza Helladą, sięgnęła następnie po dominującą pozycję w Królestwie Macedonii.

## Inne
Pangajon zwykle jest bardzo dobrze widoczny z pokładów samolotów rejsowych relacji Ateny–Warszawa, po prawej stronie, bezpośrednio po przelocie nad Morzem Egejskim i półwyspem Athos.